# Ян (река)
Ян — река в России, протекает в Тужинском районе Кировской области. Устье реки находится в 13 км по правому берегу реки Тужа. Длина реки составляет 11 км.
Исток расположен к западу от деревни Безденежье в 13 км к юго-западу от посёлка Тужа. Река течёт на северо-восток, протекает деревни Мальцы и Копылы. Крупнейший приток — Малый Ян (правый). Впадает в Тужу в северо-западной части посёлка Тужа.

## Данные водного реестра
По данным государственного водного реестра России относится к Камскому бассейновому округу, водохозяйственный участок реки — Вятка от города Котельнич до водомерного поста посёлка городского типа Аркуль, речной подбассейн реки — Вятка. Речной бассейн реки — Кама.
По данным геоинформационной системы водохозяйственного районирования территории РФ, подготовленной Федеральным агентством водных ресурсов:
- Код водного объекта в государственном водном реестре — 10010300412111100036917
- Код по гидрологической изученности (ГИ) — 111103691
- Код бассейна — 10.01.03.004
- Номер тома по ГИ — 11
- Выпуск по ГИ — 1